# Al Dhafra Sport & Culture Club
L'Al Dhafra Sport & Culture Club (in arabo:نادي الظفرة الرياضي الثقافي) è una società di calcio degli Emirati Arabi Uniti con base nella città di Madinat Zaid, nell'emirato di Abu Dhabi. La squadra attualmente milita nella seconda serie nazionale.
Gioca le sue partite casalinghe allo stadio Al Dhafra di Madinat Zaid.

## Palmarès

### Competizioni nazionali
- UAE Division 1: 3

2001-2002, 2006-2007, 2024-2025
- UAE Vice-President Cup: 1

2011-2012

### Altri piazzamenti
- Coppa del Presidente degli Emirati Arabi Uniti:

Finalista: 2018-2019
Semifinalista: 2008-2009

## Rosa 2021-2022
| N. |                                | Ruolo | Calciatore          |
| -- | ------------------------------ | ----- | ------------------- |
| 1  | Emirati Arabi Uniti (bandiera) | P     | Khaled Al-Senani    |
| 2  | Emirati Arabi Uniti (bandiera) | D     | Mohammed Saif       |
| 4  | Emirati Arabi Uniti (bandiera) | C     | Sultan Al Ghaferi   |
| 6  | Emirati Arabi Uniti (bandiera) | D     | Khaled Butti        |
| 7  | Paesi Bassi (bandiera)         | A     | Mikhail Rosheuvel   |
| 8  | Emirati Arabi Uniti (bandiera) | C     | Suhail Al-Mansoori  |
| 9  | Brasile (bandiera)             | A     | João Pedro          |
| 10 | Brasile (bandiera)             | C     | Diego Jardel        |
| 12 | Comore (bandiera)              | A     | Mohammed Al-Hammadi |
| 13 | Emirati Arabi Uniti (bandiera) | C     | Suhail Al-Harbi     |
| 14 | Emirati Arabi Uniti (bandiera) | D     | Ibrahim Saeed       |
| 15 | Emirati Arabi Uniti (bandiera) | D     | Hamad Al-Marzouqi   |
| 16 | Emirati Arabi Uniti (bandiera) | C     | Shoeib Al-Harbi     |

| N. |                                | Ruolo | Calciatore        |
| -- | ------------------------------ | ----- | ----------------- |
| 17 | Emirati Arabi Uniti (bandiera) | C     | Khalaf Al-Hosani  |
| 19 | Emirati Arabi Uniti (bandiera) | C     | Badr Al Attas     |
| 20 | Emirati Arabi Uniti (bandiera) | D     | Masoud Sulaiman   |
| 21 | Emirati Arabi Uniti (bandiera) | C     | Khaled Ba Wazir   |
| 24 | Emirati Arabi Uniti (bandiera) | C     | Khaled Al-Darmaki |
| 25 | Emirati Arabi Uniti (bandiera) | P     | Ahmed Al-Shobaibi |
| 37 | Emirati Arabi Uniti (bandiera) | D     | Rashed Muhayer    |
| 44 | Emirati Arabi Uniti (bandiera) | D     | Abdullah Al-Ameri |
| 88 | Emirati Arabi Uniti (bandiera) | D     | Sultan Al-Sowaidi |
| 89 | Senegal (bandiera)             | A     | Makhete Diop      |
|    | Emirati Arabi Uniti (bandiera) | C     | Mohammed Al-Zaabi |
|    | Oman (bandiera)                | C     | Amran Al-Jassasi  |
|    | Serbia (bandiera)              | C     | Slavoljub Srnić   |

## Rosa 2020-2021
| N. |                                | Ruolo | Calciatore          |
| -- | ------------------------------ | ----- | ------------------- |
| 1  | Emirati Arabi Uniti (bandiera) | P     | Khaled Al-Senani    |
| 2  | Emirati Arabi Uniti (bandiera) | D     | Mohammed Saif       |
| 4  | Emirati Arabi Uniti (bandiera) | D     | Abdurahman Yousef   |
| 6  | Emirati Arabi Uniti (bandiera) | D     | Khaled Butti        |
| 7  | Paesi Bassi (bandiera)         | A     | Mikhail Rosheuvel   |
| 8  | Emirati Arabi Uniti (bandiera) | C     | Suhail Al-Mansoori  |
| 9  | Brasile (bandiera)             | A     | João Pedro          |
| 10 | Brasile (bandiera)             | C     | Diego Jardel        |
| 12 | Comore (bandiera)              | A     | Mohammed Al-Hammadi |
| 13 | Emirati Arabi Uniti (bandiera) | C     | Suhail Al-Harbi     |
| 14 | Emirati Arabi Uniti (bandiera) | D     | Ibrahim Saeed       |
| 15 | Emirati Arabi Uniti (bandiera) | D     | Hamad Al-Marzouqi   |
| 16 | Emirati Arabi Uniti (bandiera) | C     | Shoeib Al-Harbi     |

| N. |                                | Ruolo | Calciatore        |
| -- | ------------------------------ | ----- | ----------------- |
| 17 | Emirati Arabi Uniti (bandiera) | C     | Khalaf Al-Hosani  |
| 19 | Emirati Arabi Uniti (bandiera) | C     | Badr Al Attas     |
| 20 | Emirati Arabi Uniti (bandiera) | D     | Masoud Sulaiman   |
| 21 | Emirati Arabi Uniti (bandiera) | C     | Khaled Ba Wazir   |
| 24 | Emirati Arabi Uniti (bandiera) | C     | Khaled Al-Darmaki |
| 25 | Emirati Arabi Uniti (bandiera) | P     | Ahmed Al-Shobaibi |
| 37 | Emirati Arabi Uniti (bandiera) | D     | Rashed Muhayer    |
| 44 | Emirati Arabi Uniti (bandiera) | D     | Abdullah Al-Ameri |
| 88 | Emirati Arabi Uniti (bandiera) | D     | Sultan Al-Sowaidi |
| 89 | Senegal (bandiera)             | A     | Makhete Diop      |
|    | Emirati Arabi Uniti (bandiera) | C     | Mohammed Al-Zaabi |
|    | Oman (bandiera)                | C     | Amran Al-Jassasi  |

## Rosa 2019-2020
| N. |                                | Ruolo | Calciatore          |
| -- | ------------------------------ | ----- | ------------------- |
| 1  | Emirati Arabi Uniti (bandiera) | P     | Khaled Al-Senani    |
| 2  | Emirati Arabi Uniti (bandiera) | D     | Mohammed Saif       |
| 4  | Emirati Arabi Uniti (bandiera) | D     | Abdurahman Yousef   |
| 6  | Emirati Arabi Uniti (bandiera) | D     | Khaled Butti        |
| 7  | Paesi Bassi (bandiera)         | A     | Mikhail Rosheuvel   |
| 8  | Emirati Arabi Uniti (bandiera) | C     | Suhail Al-Mansoori  |
| 9  | Brasile (bandiera)             | A     | João Pedro          |
| 10 | Brasile (bandiera)             | C     | Diego Jardel        |
| 12 | Comore (bandiera)              | A     | Mohammed Al-Hammadi |
| 13 | Emirati Arabi Uniti (bandiera) | C     | Suhail Al-Harbi     |
| 14 | Emirati Arabi Uniti (bandiera) | D     | Ibrahim Saeed       |
| 15 | Emirati Arabi Uniti (bandiera) | D     | Hamad Al-Marzouqi   |
| 16 | Emirati Arabi Uniti (bandiera) | C     | Shoeib Al-Harbi     |

| N. |                                | Ruolo | Calciatore        |
| -- | ------------------------------ | ----- | ----------------- |
| 17 | Emirati Arabi Uniti (bandiera) | C     | Khalaf Al-Hosani  |
| 19 | Emirati Arabi Uniti (bandiera) | C     | Badr Al Attas     |
| 20 | Emirati Arabi Uniti (bandiera) | D     | Masoud Sulaiman   |
| 21 | Emirati Arabi Uniti (bandiera) | C     | Khaled Ba Wazir   |
| 24 | Emirati Arabi Uniti (bandiera) | C     | Khaled Al-Darmaki |
| 25 | Emirati Arabi Uniti (bandiera) | P     | Ahmed Al-Shobaibi |
| 37 | Emirati Arabi Uniti (bandiera) | D     | Rashed Muhayer    |
| 44 | Emirati Arabi Uniti (bandiera) | D     | Abdullah Al-Ameri |
| 88 | Emirati Arabi Uniti (bandiera) | D     | Sultan Al-Sowaidi |
|    | Emirati Arabi Uniti (bandiera) | C     | Mohammed Al-Zaabi |
|    | Oman (bandiera)                | C     | Amran Al-Jassasi  |

## Rosa 2017-2018
| N. |                                | Ruolo | Calciatore        |
| -- | ------------------------------ | ----- | ----------------- |
| 1  | Emirati Arabi Uniti (bandiera) | P     | Abdullah Mohammed |
| 3  | Emirati Arabi Uniti (bandiera) | D     | Faisel Yousef     |
| 4  | Emirati Arabi Uniti (bandiera) | D     | Abdurahman Yousef |
| 5  | Emirati Arabi Uniti (bandiera) | C     | Khalaf Al-Hosani  |
| 6  | Emirati Arabi Uniti (bandiera) | D     | Khaled Butti      |
| 7  | Emirati Arabi Uniti (bandiera) | A     | Sultan Al-Shamsi  |
| 8  | Brasile (bandiera)             | A     | Fernando Viana    |
| 9  | Emirati Arabi Uniti (bandiera) | A     | Saeed Al-Kathiri  |
| 10 | Uzbekistan (bandiera)          | A     | Igor Sergeev      |
| 11 | Brasile (bandiera)             | A     | Aílton Almeida    |
| 12 | Emirati Arabi Uniti (bandiera) | C     | Abdullah Al-Jabri |
| 14 | Emirati Arabi Uniti (bandiera) | D     | Ibrahim Saeed     |
| 15 | Emirati Arabi Uniti (bandiera) | D     | Hamad Al-Marzouqi |

| N. |                                | Ruolo | Calciatore                  |
| -- | ------------------------------ | ----- | --------------------------- |
| 16 | Emirati Arabi Uniti (bandiera) | C     | Ali Al-Rasheed              |
| 17 | Emirati Arabi Uniti (bandiera) | C     | Hamad Al-Hammadi            |
| 18 | Emirati Arabi Uniti (bandiera) | C     | Ahmed Ali                   |
| 20 | Emirati Arabi Uniti (bandiera) | D     | Mohammed Al-Hammadi         |
| 22 | Emirati Arabi Uniti (bandiera) | C     | Ali Al-Hammadi              |
| 23 | Emirati Arabi Uniti (bandiera) | D     | Yasser Abdullah             |
| 24 | Emirati Arabi Uniti (bandiera) | C     | Khaled Khamis Obaid         |
| 27 | Emirati Arabi Uniti (bandiera) | P     | Ibrahim Al-Kaebi            |
| 29 | Emirati Arabi Uniti (bandiera) | D     | Hassan Al-Hammadi           |
| 32 | Emirati Arabi Uniti (bandiera) | D     | Ibrahim Al-Alawi            |
| 33 | Emirati Arabi Uniti (bandiera) | C     | Abdullah Abdulqader         |
| 36 | Emirati Arabi Uniti (bandiera) | P     | Zaid Al-Hammadi             |
| 37 | Marocco (bandiera)             | D     | Issam El Adoua              |
| 44 | Emirati Arabi Uniti (bandiera) | C     | Abdullah Ibrahim Al-Hammadi |
| 88 | Emirati Arabi Uniti (bandiera) | D     | Sultan Al-Sowaidi           |

## Rosa 2011-2012
| N. |                                | Ruolo | Calciatore            |
| -- | ------------------------------ | ----- | --------------------- |
| 2  | Emirati Arabi Uniti (bandiera) | D     | Marwan Al-Hammadi     |
| 3  | Emirati Arabi Uniti (bandiera) | D     | Khalaf Al-Hosany      |
| 4  | Emirati Arabi Uniti (bandiera) | C     | Hassan Zayed          |
| 5  | Emirati Arabi Uniti (bandiera) | C     | Abdulsalam Jumaa      |
| 6  | Libano (bandiera)              | D     | Bilal Najjarin        |
| 8  | Emirati Arabi Uniti (bandiera) | C     | Reda Abdulhadi        |
| 9  | Emirati Arabi Uniti (bandiera) | C     | Mahmoud Qassem        |
| 12 | Emirati Arabi Uniti (bandiera) | D     | Sami Rabeea           |
| 13 | Emirati Arabi Uniti (bandiera) | C     | Ali Al Hammadi        |
| 16 | Emirati Arabi Uniti (bandiera) | C     | Ahmed Al-Mosaabi      |
| 17 | Emirati Arabi Uniti (bandiera) | C     | Abdurahim Hussain     |
| 18 | Emirati Arabi Uniti (bandiera) | C     | Ali Abbas             |
| 20 | Argentina (bandiera)           | C     | Matías Defederico     |
| 22 | Emirati Arabi Uniti (bandiera) | P     | Abdulbaset Al Hammadi |
| 24 | Emirati Arabi Uniti (bandiera) | C     | Abdulraheem Jumaa     |
| 26 | Emirati Arabi Uniti (bandiera) | D     | Saif Mohamed          |

| N. |                                | Ruolo | Calciatore            |
| -- | ------------------------------ | ----- | --------------------- |
| 27 | Emirati Arabi Uniti (bandiera) | D     | Ahmed Sulaiman        |
| 28 | Emirati Arabi Uniti (bandiera) | C     | Adel Almehrazi        |
| 29 | Emirati Arabi Uniti (bandiera) | D     | Hassan Al Hammadi     |
| 30 | Emirati Arabi Uniti (bandiera) | P     | Abdulla Sultan        |
| 31 | Emirati Arabi Uniti (bandiera) | D     | Fawaz Omar            |
| 33 | Emirati Arabi Uniti (bandiera) | C     | Abdulla Abdelqader    |
| 40 | Emirati Arabi Uniti (bandiera) | P     | Ali Al-Ameer          |
| 44 | Emirati Arabi Uniti (bandiera) | P     | Dawod Abdulla         |
| 55 | Emirati Arabi Uniti (bandiera) | D     | Mohammed Qassim       |
| 66 | Emirati Arabi Uniti (bandiera) | D     | Ibrahim Saeed         |
| 79 | Emirati Arabi Uniti (bandiera) | A     | Mohammed Al-Khori     |
| 88 | Emirati Arabi Uniti (bandiera) | C     | Abdulla Al-Naqbi      |
| 91 | Emirati Arabi Uniti (bandiera) | C     | Ibrahim Abdulla Morad |
| 96 | Emirati Arabi Uniti (bandiera) | C     | Joher Bani Hammad     |
| 99 | Senegal (bandiera)             | A     | Makhete Diop          |
| -- | Brasile (bandiera)             | C     | Paulinho Oliveira     |